# Villeneuve-les-Genêts
Villeneuve-les-Genêts – miejscowość i gmina we Francji, w regionie Burgundia-Franche-Comté, w departamencie Yonne.
Według danych na rok 1990 gminę zamieszkiwało 230 osób, a gęstość zaludnienia wynosiła 9 osób/km² (wśród 2044 gmin Burgundii Villeneuve-les-Genêts plasuje się na 682. miejscu pod względem liczby ludności, natomiast pod względem powierzchni na miejscu 266.).